# Белка Александра
Белка Александра (лат. Paraxerus alexandri) — вид белок, обитающий в Демократической Республике Конго и Уганде. Это древесный вид, обитающий во влажных тропических лесах, особенно в нетронутых лесах. Это вид с широким ареалом, и Международный союз охраны природы оценил его как «вызывающий наименьшие опасения». Его общее название и латинское биномиальное имя даны в честь лейтенанта Бойда Александера, офицера британской армии, исследователя и орнитолога.

## Описание
Это очень маленькая белка с длиной головы и тела около 100 мм и хвостом около 110 мм в длину, весом от 40 до 70 г. Мех представляет собой седую смесь жёлтого, серого и чёрного с несколькими чёрными остевыми волосами, что создаёт общее впечатление зеленовато-коричневого цвета. От головы до крестца идёт широкая полоса рыжевато-оранжевого цвета, окаймлённая с обеих сторон тонкой чёрной полосой и узкой кремово-белой полосой. Нижние части тела более бледного зеленовато-коричневого цвета, иногда с желтоватыми пятнами. Голова такого же цвета, есть белое глазное кольцо, а уши окаймлены белым. Конечности зеленовато-коричневые, на передних лапах четыре пальца, а на задних — пять. Хвост сужается к кончику и покрыт волосами средней длины и нечётко полосатый охристо-коричневый.

## Распространение
Кустарниковая белка является эндемиком тропической Центральной Африки, где её ареал включает северо-восточную часть Демократической Республики Конго и восточную часть Уганды, от Белого Нила до реки Луалаба и от реки Мбому на севере Уганды до реки Лукуга на юге, общая площадь обитания составляет около 387 450 км². Она встречается на высоте от 500 до 1500 м.

## Статус
Эта белка имеет широкий ареал и является относительно распространённым видом. Предполагается, что её общая популяция велика, и она встречается в нескольких охраняемых районах. Особых угроз не выявлено, но она может пострадать от некоторой потери среды обитания, поскольку лесные угодья расчищаются под сельское хозяйство. Международный союз охраны природы оценил его природоохранный статус как «вызывающий наименьшие опасения».